# Persone di nome Paul/Calciatori
| Questa pagina contiene informazioni ricavate automaticamente dalle voci biografiche con l'ausilio del template Bio e di un bot. L'aggiornamento è periodico e automatico e ricostruisce completamente la pagina. Se manca una persona in questa lista, sei pregato di non aggiungerla, ma accertati piuttosto che la sua voce biografica contenga il template Bio e che i dati anagrafici siano correttamente compilati. Se il template Bio manca, inseriscilo tu stesso o, in alternativa, metti l'avviso {{tmp\|Bio}} che ne segnala la mancanza. Se i dati riportati sono sbagliati, correggi direttamente la voce biografica; le modifiche saranno visibili in questa lista entro pochi giorni. Per chiarimenti vedi il progetto antroponimi. La lista contiene solo le 224 persone che sono citate nell'enciclopedia e per le quali è stato implementato correttamente il template Bio. Pagina aggiornata al 6 ago 2025. |

Questa è una lista di persone presenti nell'enciclopedia che hanno il nome Paul e sono calciatori.

## A(11)
- Paul Adado, ex calciatore togolese (Lomé, n. 1983)
- Paul Aebi, calciatore svizzero (Berna, n. 1910)
- Paul Agostino, ex calciatore australiano (Adelaide, n. 1975)
- Paul Aguilar, ex calciatore messicano (Concordia, n. 1986)
- Paul Aimson, calciatore inglese (Prestbury, n. 1943 - Christchurch, † 2008)
- Paul Allen, ex calciatore inglese (Aveley, n. 1962)
- Paul Alo'o Efoulou, ex calciatore camerunese (Yaoundé, n. 1983)
- Paul Anderson, ex calciatore inglese (Melton Mowbray, n. 1988)
- Paul Anton, calciatore rumeno (Bistrița, n. 1991)
- Paul Arriola, calciatore statunitense (San Diego, n. 1995)
- Paul Atkinson, ex calciatore inglese (Chester-le-Street, n. 1966)

## B(22)
- Paul Bahoken, ex calciatore camerunese (Douala, n. 1955)
- Paul Barnes, ex calciatore inglese (Leicester, n. 1967)
- Paul Batin, ex calciatore rumeno (Baia Mare, n. 1987)
- Paul Baysse, ex calciatore francese (Bordeaux, n. 1988)
- Paul Bebey Kingué, ex calciatore camerunese (Douala, n. 1986)
- Paul Beesley, ex calciatore inglese (Liverpool, n. 1965)
- Paul Bellón, calciatore messicano (Guadalajara, n. 1997)
- Paul Bennett, ex calciatore inglese (Southampton, n. 1952)
- Paul Bernardoni, calciatore francese (Évry, n. 1997)
- Paul Berth, calciatore danese (Copenaghen, n. 1890 - Gentofte, † 1969)
- Paul Birch, calciatore inglese (West Bromwich, n. 1962 - Sutton Coldfield, † 2009)
- Paul Emile Biyaga, ex calciatore camerunese (Mbang, n. 1987)
- Paul Bloch, calciatore francese (Mulhouse, n. 1897 - Parigi, † 1962)
- Paul Bossi, calciatore lussemburghese (Niederkorn, n. 1991)
- Paul Bosvelt, ex calciatore olandese (Doetinchem, n. 1970)
- Paul Bradshaw, ex calciatore inglese (Sheffield, n. 1953)
- Paul Bradshaw, calciatore inglese (Altrincham, n. 1956 - Altrincham, † 2024)
- Michael Branch, ex calciatore inglese (Liverpool, n. 1978)
- Paul Breitner, ex calciatore tedesco (Kolbermoor, n. 1951)
- Paul Brooker, ex calciatore inglese (Hammersmith, n. 1976)
- Paul Brown, calciatore britannico (Isole Cayman, n. 1991)
- Paul Byrne, ex calciatore irlandese (Dublino, n. 1986)

## C(15)
- Paul Canoville, ex calciatore inglese (Southall, n. 1962)
- Paul Carbonaro, ex calciatore maltese (n. 1939)
- Paul Chandelier, calciatore francese (Hergnies, n. 1892 - Lilla, † 1983)
- Paul Charpentier, calciatore argentino (Buenos Aires, n. 2000)
- Paul Child, ex calciatore e allenatore di calcio inglese (Birmingham, n. 1952)
- Paul Chillan, calciatore francese (La Trinité, n. 1935 - Le Robert, † 2021)
- Paul Clark, ex calciatore inglese (Benfleet, n. 1958)
- Paul Connolly, ex calciatore inglese (Liverpool, n. 1983)
- Paul Cooper, ex calciatore britannico (Brierley Hill, n. 1953)
- Paul Costea, calciatore rumeno (Cluj-Napoca, n. 1999)
- Paul Courtin, ex calciatore francese (Sallaumines, n. 1942)
- Paul Coutts, calciatore scozzese (Aberdeen, n. 1988)
- Paul Crossley, calciatore inglese (Rochdale, n. 1948 - Seattle, † 1996)
- Paul Culpin, ex calciatore inglese (Kirby Muxloe, n. 1962)
- Phil Boersma, ex calciatore inglese (Kirkby, n. 1949)

## D(10)
- Paul Vincent Davis, ex calciatore inglese (Londra, n. 1961)
- Paul De Mesmaeker, ex calciatore belga (Oudenaarde, n. 1967)
- Paul de Lavallaz, calciatore svizzero (Collombey-Muraz, n. 1901 - † 1994)
- Paul Delecroix, calciatore francese (Amiens, n. 1988)
- Paul Devlin, ex calciatore scozzese (Birmingham, n. 1972)
- Paul Di Giacomo, ex calciatore scozzese (Glasgow, n. 1982)
- Paul Dixon, calciatore scozzese (Aberdeen, n. 1986)
- Paul Dolan, ex calciatore e ex giocatore di calcio a 5 canadese (Ottawa, n. 1966)
- Paul Due, calciatore norvegese (Oslo, n. 1889 - Oslo, † 1972)
- Paul Dummett, calciatore gallese (Newcastle upon Tyne, n. 1991)

## E(3)
- Paul Eichelmann, calciatore tedesco (Berlino, n. 1879 - Berlino, † 1938)
- Paul Elliott, ex calciatore inglese (Londra, n. 1964)
- Oscar Engler, calciatore svizzero (San Gallo, n. 1889)

## F(11)
- Paul Faure, calciatore francese (Saint-Brieuc, n. 1893 - Parigi, † 1921)
- Paul Feierstein, calciatore lussemburghese (Niederkorn, n. 1903 - Dudelange, † 1963)
- Paul Fenech, calciatore maltese (Naxxar, n. 1986)
- Paul Fenwick, ex calciatore canadese (Londra, n. 1969)
- Paul Fischer, calciatore tedesco (n. 1882)
- Paul Fischl, calciatore austriaco (Praga, n. 1886 - † 1960)
- Paul Folkvord, ex calciatore norvegese (Klepp, n. 1961)
- Paul Forell, calciatore tedesco (n. 1892 - † 1959)
- Paul Freier, ex calciatore polacco (Bytom, n. 1979)
- Paul Funk, calciatore svizzero (Berna, n. 1896 - Berna, † 1952)
- Paul Fässler, calciatore svizzero (Bronschhofen, n. 1901 - Berna, † 1983)

## G(12)
- Paul Gallagher, ex calciatore scozzese (Glasgow, n. 1984)
- Arnold Garita, calciatore camerunese (Douala, n. 1995)
- Paul Garner, ex calciatore inglese (Edlington, n. 1955)
- Paul Gartler, calciatore austriaco (Gleisdorf, n. 1997)
- Paul Gascoigne, ex calciatore inglese (Gateshead, n. 1967)
- Paul Gehlhaar, calciatore tedesco (Königsberg, n. 1905 - Berlino Ovest, † 1968)
- Paul Gilchrist, ex calciatore inglese (Dartford, n. 1951)
- Paul Gladon, calciatore olandese (Hoofddorp, n. 1992)
- Paul Goddard, ex calciatore britannico (Harlington, n. 1959)
- Paul Grech, ex calciatore maltese (n. 1961)
- Paul Green, ex calciatore irlandese (Pontefract, n. 1983)
- Paul Grüninger, calciatore svizzero (San Gallo, n. 1891 - San Gallo, † 1972)

## H(12)
- Paul Halla, calciatore austriaco (Graz, n. 1931 - Vienna, † 2005)
- Paul Hammond, ex calciatore inglese (Nottingham, n. 1953)
- Paul Hanlon, calciatore scozzese (Edimburgo, n. 1990)
- Paul Harrison, ex calciatore inglese (Liverpool, n. 1984)
- Paul Hauman, calciatore belga (n. 1883 - † 1978)
- Paul Hayes, ex calciatore inglese (Dagenham, n. 1983)
- Paul Heffernan, ex calciatore irlandese (Dublino, n. 1981)
- Paul Henry, calciatore belga (Namur, n. 1912 - Namur, † 1989)
- Paul Hoenen, calciatore francese (Ville-sur-Illon, n. 1899 - Saint-Georges-les-Landes, † 1975)
- Paul Holsgrove, ex calciatore inglese (Wellington, n. 1969)
- Paul Hunder, calciatore tedesco (Berlino, n. 1884 - † 1948)
- Paul Huntington, calciatore inglese (Carlisle, n. 1987)

## I(3)
- Paul Iacob, calciatore rumeno (Costanza, n. 1996)
- Paul Ifill, ex calciatore inglese (Brighton, n. 1979)
- Paul Izzo, calciatore australiano (Sydney, n. 1995)

## J(4)
- Paul Jaeckel, calciatore tedesco (Eisenhüttenstadt, n. 1998)
- Paul Jatta, ex calciatore gambiano (Banjul, n. 1989)
- Paul Joly, calciatore francese (Orléans, n. 2000)
- Paul Jones, ex calciatore inglese (Ellesmere Port, n. 1953)

## K(14)
- Paul Kaiser, calciatore svizzero (n. 1892 - Berna, † 1980)
- Paul Kakai, calciatore salomonese (n. 1977)
- Paul Kane, ex calciatore scozzese (Edimburgo, n. 1965)
- Paul Keegan, ex calciatore irlandese (Dublino, n. 1984)
- Paul Keita, ex calciatore senegalese (Dakar, n. 1992)
- Paul Kessany, calciatore gabonese (Lambaréné, n. 1985)
- Paul Kinnaird, ex calciatore scozzese (Glasgow, n. 1966)
- Paul Komboi, ex calciatore papuano (n. 1976)
- Paul Komposch, calciatore austriaco (n. 2001)
- Paul Kozlicek, calciatore austriaco (Vienna, n. 1937 - Siviglia, † 1999)
- Paul Kpaka, ex calciatore sierraleonese (Kenema, n. 1981)
- Paul Krumpe, ex calciatore statunitense (Torrance, n. 1963)
- Paul Kugler, calciatore tedesco (Berlino, n. 1889 - † 1962)
- Paul Kühnle, calciatore tedesco (Stoccarda, n. 1885 - † 1970)

## L(5)
- Paul Lake, ex calciatore inglese (Manchester, n. 1968)
- Paul Lambrichts, ex calciatore belga (Eisden, n. 1954)
- Paul Lasne, ex calciatore francese (Saint-Cloud, n. 1989)
- Paul Lawson, ex calciatore scozzese (Aberdeen, n. 1984)
- Paul Lindholm, ex calciatore finlandese (n. 1970)

## M(30)
- Paul Madeley, calciatore inglese (Leeds, n. 1944 - Leeds, † 2018)
- Paul Marchioni, ex calciatore francese (Corte, n. 1955)
- Paul Marie, calciatore francese (Saint-Aubin-des-Bois, n. 1995)
- Paul Mariner, calciatore e allenatore di calcio inglese (Chorley, n. 1953 - Plymouth, † 2021)
- Paul Mason, ex calciatore inglese (Liverpool, n. 1963)
- Paul Mathaux, calciatore francese (Boulogne-sur-Mer, n. 1888 - † 1966)
- Paul Mathies, calciatore tedesco (Danzica, n. 1911 - † 1989)
- Paul Matthes, calciatore tedesco (n. 1879 - † 1948)
- Paul Mauch, calciatore tedesco (n. 1897 - † 1924)
- Paul Mbong, calciatore nigeriano (Marsascala, n. 2001)
- Paul McGee, ex calciatore irlandese (Sligo, n. 1954)
- Paul McGinn, calciatore scozzese (Glasgow, n. 1990)
- Paul McGrath, ex calciatore irlandese (Ealing, n. 1959)
- Paul McKenna, ex calciatore inglese (Chorley, n. 1977)
- Paul McKinnon, ex calciatore inglese (Frimley, n. 1958)
- Paul McMullan, calciatore scozzese (Stirling, n. 1996)
- Paul McShane, ex calciatore irlandese (Kilpeddar, n. 1986)
- Paul McStay, ex calciatore scozzese (Hamilton, n. 1964)
- Paul McVeigh, ex calciatore nordirlandese (Belfast, n. 1977)
- Paul Mehl, calciatore tedesco (Stuhr, n. 1912 - Düsseldorf, † 1972)
- Paul Mensah, calciatore ghanese (Kormantse, n. 1999)
- Paul Merson, ex calciatore e allenatore di calcio inglese (Londra, n. 1968)
- Paul Miller, ex calciatore inglese (Stepney, n. 1959)
- Paul Miller, ex calciatore inglese (Woking, n. 1968)
- Paul Moreno, ex calciatore messicano (Chihuahua, n. 1962)
- Paul Moukila, calciatore della Repubblica del Congo (Souanké, n. 1950 - Meaux, † 1992)
- Paul Moulden, ex calciatore inglese (Farnworth, n. 1967)
- Paul Mukairu, calciatore nigeriano (Abuja, n. 2000)
- Paul Mulders, ex calciatore olandese (Amsterdam, n. 1981)
- Paul Mullin, calciatore inglese (Litherland, n. 1994)

## N(4)
- Paul Nardi, calciatore francese (Vesoul, n. 1994)
- Paul Nebel, calciatore tedesco (Bad Nauheim, n. 2002)
- Paul Nicolas, calciatore e allenatore di calcio francese (Parigi, n. 1899 - Gy-l'Évêque, † 1959)
- Lee Nogan, ex calciatore gallese (Cardiff, n. 1969)

## O(4)
- Paul Obiefule, ex calciatore nigeriano (Owerri, n. 1986)
- Paul Onobi, calciatore nigeriano (Makurdi, n. 1992)
- Paul Onuachu, calciatore nigeriano (Owerri, n. 1994)
- Paul Oyuga, ex calciatore keniota (Nairobi, n. 1973)

## P(10)
- Paul Puk Kun Pal, calciatore sudsudanese (n. 2000)
- Paul Papp, calciatore rumeno (Dej, n. 1989)
- Paul Parker, ex calciatore e allenatore di calcio inglese (Londra, n. 1964)
- Paul Parry, ex calciatore gallese (Chepstow, n. 1980)
- Paul Paton, calciatore nordirlandese (Paisley, n. 1987)
- Paul Pogba, calciatore francese (Lagny-sur-Marne, n. 1993)
- Paul Poirier, calciatore francese (Parigi, n. 1911 - Neuilly-sur-Seine, † 1947)
- Paul Portelli, ex calciatore maltese (n. 1953)
- Paul Power, ex calciatore britannico (Manchester, n. 1953)
- Paul Pömpner, calciatore tedesco (Weißenfels, n. 1892 - † 1934)

## Q(1)
- Paul Quasten, ex calciatore olandese (Amsterdam, n. 1985)

## R(15)
- Paul Rachubka, ex calciatore statunitense (San Luis Obispo, n. 1981)
- Paul Ramsey, ex calciatore nordirlandese (Derry, n. 1962)
- Paul Randall, ex calciatore inglese (Sefton, n. 1958)
- Paul Reaney, ex calciatore inglese (Londra, n. 1944)
- Paul Reece, ex calciatore inglese (Nottingham, n. 1968)
- Paul Rideout, ex calciatore inglese (Bournemouth, n. 1964)
- Paul Robinson, ex calciatore inglese (Beverley, n. 1979)
- Paul Robinson, ex calciatore inglese (Watford, n. 1978)
- Paul Robinson, ex calciatore inglese (Barnet, n. 1982)
- Brian Rodríguez, calciatore uruguaiano (Tranqueras, n. 2000)
- Paul Roe, calciatore inglese (Manchester, n. 1959 - Tampa, † 2019)
- Paul Rogers, ex calciatore inglese (Portsmouth, n. 1965)
- Paul Romano, calciatore francese (Buenos Aires, n. 1891 - Berck, † 1961)
- Paul Rothrock, calciatore statunitense (Seattle, n. 1999)
- Paul Rouster, calciatore lussemburghese (Diekirch, n. 1900 - † 1982)

## S(17)
- Paul Sæthrang, calciatore norvegese (n. 1918 - † 1994)
- Paul Sauvage, calciatore francese (La Souterraine, n. 1939 - Bordeaux, † 2019)
- Paul Scharner, ex calciatore austriaco (Scheibbs, n. 1980)
- Paul Schaub, calciatore svizzero (n. 1907)
- Paul Schmiedlin, calciatore svizzero (Basilea, n. 1897 - Berna, † 1981)
- Paul Seguin, calciatore tedesco (Magdeburgo, n. 1995)
- Paul Sinibaldi, calciatore francese (Montemaggiore, n. 1921 - Marsiglia, † 2018)
- Paul Sixsmith, ex calciatore maltese (Bolton, n. 1971)
- Paul Slattery, ex calciatore britannico (n. 1963)
- Paul Smith, ex calciatore inglese (Chester, n. 1977)
- Paul Smith, ex calciatore inglese (Epsom, n. 1979)
- Paul Smyth, calciatore nordirlandese (Belfast, n. 1997)
- Paul Stancliffe, ex calciatore inglese (Sheffield, n. 1958)
- Paul Steffen, calciatore lussemburghese (Esch-sur-Alzette, n. 1930 - Esch-sur-Alzette, † 2017)
- Paul Steiner, ex calciatore tedesco (Waldbrunn, n. 1957)
- Paul Stewart, ex calciatore inglese (Manchester, n. 1964)
- Paul Stock, calciatore tedesco (Landau in der Pfalz, n. 1997)

## T(3)
- Paul Taylor, calciatore inglese (Liverpool, n. 1987)
- Paul Theunis, ex calciatore e allenatore di calcio belga (Beringen, n. 1952)
- Paul Thomas, ex calciatore giamaicano (Kingston, n. 1943)

## U(1)
- Paul Urlovic, ex calciatore neozelandese (Auckland, n. 1978)

## V(5)
- Paul Ramírez, calciatore venezuelano (Caracas, n. 1986 - † 2011)
- Paul Vaessen, calciatore inglese (Gillingham, n. 1961 - Bristol, † 2001)
- Paul Vandenberg, ex calciatore belga (Saint-Gilles, n. 1936)
- Paul Verhaegh, ex calciatore olandese (Kronenberg, n. 1983)
- Paul Voyeux, calciatore francese (Valenciennes, n. 1884 - Clichy-sous-Bois, † 1967)

## W(8)
- Paul Walker, ex calciatore inglese (Bradford, n. 1949)
- Paul Walsh, ex calciatore inglese (Plumstead, n. 1962)
- Paul Arnold Walty, calciatore svizzero (Aarburg, n. 1881 - Lugano, † 1969)
- Paul Wanner, calciatore tedesco (Dornbirn, n. 2005)
- Paul Were, calciatore keniota (n. 1991)
- Paul Williams, ex calciatore inglese (Stratford, n. 1965)
- Paul Winkler, calciatore tedesco (Essen-Altenessen, n. 1913 - † 1994)
- Paul Wyss, calciatore svizzero (La Chaux-de-Fonds, n. 1891 - Neuchâtel, † 1974)

## X(1)
- Paul Xuereb, ex calciatore maltese (n. 1954)

## Y(1)
- Paul Young, calciatore vanuatuano (n. 1988)

## Z(2)
- Paul Zeiger, calciatore francese (Lione, n. 1881 - Parigi, † 1959)
- Matías Zunino, calciatore uruguaiano (Canelones, n. 1990)